# Det ondas blommor
Det ondas blommor, också översatt som Ondskans blommor, är en diktsamling av poeten Charles Baudelaire med den franska originaltiteln Les fleurs du mal. Boken har kallats för 1800-talets mest epokgörande diktsamling. Den utkom år 1857 och innehöll en stor del av de dikter Baudelaire då hade skrivit. Den senaste svenska översättningen, med titeln Det ondas blommor, är gjord av Ingvar Björkeson.
Efter utgivningen 1857 blev Baudelaire fälld i domstol och dömd till böter för sex av dikterna i Ondskans blommor, då dessa ansågs sedlighetssårande. De sex dikterna fick sedan inte ges ut i Frankrike, vilket inte hävdes förrän 1949. 1861 utkom en upplaga utan dessa sex dikter. Efter författarens död kom nya upplagor som återigen inkluderade de fällda dikterna, samt en del av hans senare dikter.
Ondskans blommor innehöll ursprungligen fem delar med olika teman:
- Spleen et Idéal (Spleen och ideal)
- Fleurs du Mal (Ondskans blommor)
- Révolte (Uppror)
- Le Vin (Vinet)
- La Mort (Döden)

I senare upplagor tillkom ännu en del:
- Tableaux Parisiens (Parisbilder)

Återkommande teman i diktsamlingen är dekadens och erotik.
Dikterna i Ondskans blommor är ofta mycket dramatiska. Bildspråket präglas av brytningen mellan romantik och symbolism; diktsamlingen hade stor inverkan på symbolismen, och även på modernismen.